# Hildeprand de Spoleto
Hildeprand a fost duce longobard de Spoleto de la 774 la 789.
Atunci când au primit vestea că ducele Theodocius ar fi murit participând la asediul Paviei din 774, longobarzii din ducatul de Spoleto l-au ales în locul său pe Hildeprand, care imediat după aceea s-a supus francilor. Hildeprand a plecat spre Roma pentru a întâmpina venirea francilor și a prestat omagiu papei Adrian I. Cu toate acestea, disputa dintre Carol cel Mare și papa Adrian asupra stabilirii în posesia cui trece Spoleto a fost rezolvată în favoarea francilor pentru următorii câțiva ani. În ianuarie 776, Hildeprandus gloriosus et summus dux ducatus Spoletani a făcut o donație pentru abația din Farfa datând-o în funcție de anii de domnie ai lui Carol. Această formulă a continuat în 777, excluzând astfel suzeranitatea papală.
În 775, papa Adrian a pretins că Hildeprand s-ar fi alăturat unei conspirații conduse de ducii Hrodgaud de Friuli și de Arechis al II-lea de Benevento, însă nu există nicio dovadă asupra implicării ducelui de Spoleto. Cu toate acestea, Hildeprand s-a menținut din acel moment pe poziția unui vajnic opozant al papalității.
În anul 779, Hildeprand a călătorit la Virciniacum, probabil în apropiere de Compiègne, pentru a jura fidelitate lui Carol cel Mare. Ducele a adus cu sine daruri și a plecat cu promisiunea regelui franc de a-i proteja interesele față de papă.
În 788, Hildeprand s-a raliat trupelor france și longobarde pentru a rezista unei invazii bizantine. El a murit în anul următor și a fost urmat la conducerea ducatului de Spoleto de către un delegat regal: un franc, pe nume Winiges.